# Symphurus australis
Symphurus australis es una especie de pez de la familia Cynoglossidae en el orden de los Pleuronectiformes.

## Distribución geográfica
Se encuentran en el Índico y al oeste del Pacífico.